# Urbano Tavares Rodrigues
Urbano Augusto Tavares Rodrigues GCSE • GCIH (Santa Catarina, 6 de dezembro de 1923 – Lisboa, 9 de agosto de 2013) foi um escritor e jornalista português.

## Biografia

### Primeiros anos e formação
Urbano Tavares Rodrigues nasceu na freguesia de Santa Catarina, na cidade de Lisboa, em 6 de Dezembro de 1923. Era filho do escritor Urbano Rodrigues e de Maria da Conceição Tavares Rodrigues, doméstica, natural de Sintra (freguesia de Colares). Provinha de uma família de grandes proprietários agrícolas. Passou a infância e a adolescência na região do Alentejo, tendo frequentado a escola primária em Moura. Estudou depois no Liceu de Camões, em Lisboa, com o seu irmão Miguel Urbano Rodrigues. Tirou a licenciatura em filologia românica na Faculdade de Letras da Universidade de Lisboa. Embora tivesse sido educado num ambiente católico tradicional, abandonou a religião durante a sua adolescência, por motivos morais.

### Carreira profissional e artística
Exerceu como professor, primeiro no Liceu de Camões e a partir de 1957 na Faculdade de Letras, a convite de Vitorino Nemésio, onde ensinou Literatura Francesa e Portuguesa. No ano seguinte, apoiou a candidatura de Humberto Delgado a presidente da república, tendo sido por esse motivo interdito de trabalhar como professor em estabelecimentos de ensino do estado. Esteve preso em Caxias, tendo-se depois exilado em França. Na cidade de Paris, esteve com algumas das figuras intelectuais mais marcantes dos anos 50, como Albert Camus, que o influenciaram no Existencialismo francês. Foi leitor de português nas Universidades de Montpellier, Aix-en-Provence e Sorbonne, em Paris, entre 1949 e 1955.
No Regresso a Portugal, ensinou no Colégio Moderno e no Liceu Francês. Começou igualmente a trabalhar em publicidade e no jornalismo, tendo escrito para os periódicos Artes e Letras, Jornal do Comércio, O Século e Diário de Lisboa, onde fez crítica teatral, Bulletin des Études Portugaises, Colóquio-Letras, Jornal de Letras, Vértice e Nouvel Observateur. Ocupou igualmente a posição de director na revista Europa, e escreveu crónicas de viagens de várias partes do mundo para o jornal Diário de Lisboa, que foram compiladas nos volumes Santiago de Compostela (1949), Jornadas no Oriente (1956) e Jornadas na Europa (1958).
Urbano Tavares Rodrigues foi um defensor dos ideais democráticos, tendo sido em grande parte influenciado pelo seu pai, de índole republicana, que apoiou a candidatura de Manuel Teixeira Gomes à presidência da República. Lutou contra o governo ditatorial, tendo enfrentado a polícia de choque duas vezes, uma delas em meados da década de 1960, contra a deportação de um amigo, tendo ficado com um dos braços fracturado. Foi atacado pela Polícia Internacional e de Defesa do Estado desde a sua juventude, tendo chegado a ser preso em 1963 e 1968. Era amigo de Mário Soares, ligação que esmoreceu com a integração de Urbano Tavares Rodrigues no Partido Comunista Português. Com efeito, fez parte da direcção intelectual do partido, embora tenha-se recusado a utilizar as suas obras como um instrumento de propaganda, e tenha fortemente criticado, em diversas ocasiões, a linha estalinista. Autoclassificou-se como um comunista heterodoxo, ideais que se reflectiram no seu estilo literário. Devido às suas diferenças culturais em relação à linha comunista, chegou a ter problemas dentro do partido, embora tenha permanecido como militante. Segundo o próprio, foi devido aos seus ideais políticos que nunca chegou a receber o Prémio Camões.
Urbano Tavares Rodrigues destacou-se igualmente como crítico literário e como escritor, tendo publicado principalmente obras de romance, prosa poética, conto, poesia e ensaios. O seu primeiro livro foi a colectânea de novelas e contos A Porta dos Limites, em 1952, que foi bem recebido pela crítica. Apesar dos problemas que enfrentou durante a ditadura, ainda escreveu cerca de vinte obras de ficção durante esse período, tendo a última sido Estrada de Morrer, em 1972.
Continuou a escrever após a restauração da democracia em 1974, tendo publicado cerca de um livro por ano até ao seu falecimento, totalizando mais de quarenta obras. Ainda em 1974 publicou a obra Dissolução. O seu último livro antes de falecer foi A Imensa Boca dessa Angústia e Outras Histórias, tendo a editora D. Quixote editado postumamente a sua obra Nenhuma Vida, e em 2007 iniciou a publicação das suas obras completas. Também apoiou as carreiras de vários escritores, tendo escrito prefácios ou feito apresentações públicas de diversas obras. Um dos seus poemas foi musicado pelo cantor Adriano Correia de Oliveira.
Após a Revolução de 25 de Abril de 1974, que restaurou a democracia em Portugal, Urbano Tavares Rodrigues retomou a sua carreira docente na Faculdade de Letras, onde se doutorou em 1984 com a tese Manuel Teixeira Gomes: O Discurso do Desejo. Jubilou-se em 1993 com a posição de professor catedrático.
Esteve muito ligado ao Algarve, tendo retratado a região em várias obras, nomeadamente Nunca diremos quem sois e Os Cadernos Secretos do Prior do Crato. Também participou em diversas iniciativas no Algarve, incluindo uma entrevista filmada com o director do Museu do Traje de São Brás de Alportel sobre o professor Estanco Louro.

### Família e falecimento
A 3 de outubro de 1949, casou na igreja paroquial de São José, em Lisboa, com a também escritora Maria Judite de Carvalho. Era pai de Isabel Fraga e António Urbano.
Nos seus últimos anos de vida, sofreu de uma insuficiência cardíaca, que o deixou cada vez mais enfraquecido, embora continuasse a sua carreira literária. Em 6 de Agosto de 2013, foi internado no Hospital dos Capuchos, em Lisboa, onde faleceu três dias depois, aos 89 anos de idade. O corpo foi colocado em câmara ardente na sede da Sociedade Portuguesa de Autores, em Lisboa, tendo depois seguido para o Cemitério do Alto de São João.

## Homenagens e condecorações
Aquando do seu falecimento, Urbano Tavares Rodrigues foi homenageado pelos meios de comunicação, incluindo os jornais A Voz do Operário e o Postal de Tavira.
A FENPROF, em colaboração com a SABSEG – Corretor de Seguros, criou, em 2012, o Prémio Urbano Tavares Rodrigues, um prémio literário destinado a Professores. O Prémio é anual de ficção. O seu nome foi colocado na Biblioteca de Moura,[carece de fontes?] e numa sala da Biblioteca de Silves. Também foi homenageado pela Biblioteca Nacional de Portugal na exposição O Homem de Letras, entre 1 de Abril e 28 de Junho de 2014.
A 19 de Janeiro de 1994 foi agraciado com a Grã-Cruz da Ordem do Infante D. Henrique e a 6 de Junho de 2008 com a Grã-Cruz da Ordem Militar de Sant'Iago da Espada. Também recebeu a Legião de Honra, o Prémio Ricardo Malheiros pela obra Uma Pedrada no Charco, Prémio da Imprensa Cultural, Prémio Aquilino Ribeiro, Prémio Jacinto do Prado Coelho de ensaio , Grande Prémio de Conto Camilo Castelo Branco, Prémio da Crítica, Grande Prémio Vida Literária, e o Prémio da Crítica da Associação Portuguesa de Críticos Literários.

## Obras literárias

### Viagens
- 1949 - Santiago de Compostela
- 1956 - Jornadas no oriente
- 1958 - Jornadas na Europa
- 1963 - De Florença a Nova Iorque
- 1973 - Viagem à União Soviética e outras páginas
- 1973 - Redescoberta da França
- 1976 - Registos de outono quente
- 1999 - Agosto no Cairo:1956

### Ensaios
- 1950 - Manuel Teixeira Gomes
- 1954 - Présentation de Castro Alves
- 1958 - O tema da morte na moderna poesia portuguesa (Nota: Integrado depois em O tema da morte: ensaios)
- 1960; 1981 - O mito de don Juan
- 1960 - Teixeira Gomes e a reacção antinaturalista
- 1961 - Noites de teatro
- 1962; 2001 - O Algarve na obra de Teixeira Gomes
- 1964 - O romance francês contemporâneo
- 1966; 1978 - Realismo, arte de vanguarda e nova cultura
- 1966; 1978 - O tema da morte: ensaios
- 1968 - A saudade na poesia portuguesa
- 1969 - Escritos temporais
- 1971; 2001 - Ensaios de escreviver
- 1977 - Ensaios de após-Abril
- 1980 - O gosto de ler
- 1981 - Um novo olhar sobre o neo-realismo
- 1984 - Manuel Teixeira Gomes: o discurso do desejo
- 1993 - A horas e desoras
- 1994 - Tradição e ruptura
- 1995 - O homem sem Imagem
- 2001 - O texto sobre o texto
- 2003 - A flor da utopia - álbum com ilustrações de Rogério Ribeiro
- 2005 - O mito de don Juan e outros ensaios de escreviver
- 2011 - A natureza do acto criador

### Romances/Novelas
- 1952; 1990 - A porta dos limites
- 1955; 1985 - Vida perigosa
- 1956; 1982 - A noite roxa
- 1957; 1998 - Uma pedrada no charco
- 1959; 2012 - As aves da madrugada
- 1959; 1994 - Bastardos do Sol
- 1960; 1978 - Nus e suplicantes
- 1961; 2003 - Os insubmissos
- 1962; 1982 - Exílio perturbado
- 1963; 2000 - As máscaras finais
- 1964 - A samarra
- 1964; 2001 - Terra ocupada
- 1966; 1988 - Imitação da felicidade
- 1967 - Carnaval negro
- 1967; 1974 - Despedidas de verão
- 1968; 1987 - Casa de correcção
- 1968 - Tempo de cinzas
- 1971; 1996 - Estrada de morrer
- 1972 - A impossível evasão
- 1972 - Esta estranha Lisboa
- 1974; 1999 - Dissolução
- 1976; 1987 - Viamorolência
- 1977; 1985 - As pombas são vermelhas
- 1979; 1986 - Desta água beberei
- 1982; 1992 - Fuga imóvel
- 1985 - Oceano oblíquo
- 1986; 1987 - A vaga de calor
- 1989 - Filipa nesse dia
- 1991 - Violeta e a noite
- 1993 - Deriva
- 1995 - A hora da incerteza
- 1997 - O ouro e o sonho
- 1998 - O adeus à brisa
- 1999 - O último dia e o primeiro
- 2000 - O supremo interdito
- 2002 - Nunca diremos quem sois
- 2005 - O eterno efémero
- 2006 - Ao contrário das ondas
- 2007 - Os cadernos secretos do Prior do Crato
- 2012 - Escutando o rumor da vida
- 2013 - Nenhuma Vida (Póstuma)

### Contos
- 1962 - Uma noite e nunca. Edições Tempo.
- 1970; 1992 - Contos da solidão
- 1977 - Estórias alentejanas
- 2003 - A estação dourada
- 2008 - A última colina

### Antologia
- 1958 - O Alentejo
- 1966 - O mundo do toureio na literatura de língua portuguesa
- 1968 - A Estremadura
- 2003 - O Algarve em poemas
- 2004 - Poemas da minha vida

### Narrativa
- 1969; 1973 - Horas perdidas

### Crónicas
- 1970; 1974 - A palma da mão
- 1971; 1976 - Deserto com vozes
- 1974 - As grades e os rio
- 2003 - God bless América

### Teatro
- 1971; 2001; 2012 - As torres milenárias

### Texto e fotografia
- 1996 - A luz da cal
- 1998 - Margem da ausência

### Outros
- 1965; 1998 - Dias lamacentos
- 1966 - Roteiro de emergência
- 1974 - Perdas e danos
- 1975 - Diário da ausência
- 1975 - Palavras de combate
- 1998 - Os campos da promessa